# Groupe de NGC 5020
Le groupe de NGC 5020 est un trio de galaxies situé dans la constellation de la Vierge. La distance moyenne entre ce groupe et la Voie lactée est d'environ 53,9 Mpc (∼176 millions d'al). 

## Membres
Le tableau ci-dessous liste les trois galaxies du groupe indiquées dans l'article de A.M. Garcia paru en 1993.
| Nom      | Class. | Type                 | α (J2000.0)   | δ (J2000.0) | Vitesse radiale (km/s) | m    | Distance (Mpc) | Diamètre (kal) |
| -------- | ------ | -------------------- | ------------- | ----------- | ---------------------- | ---- | -------------- | -------------- |
| NGC 5020 | SBbc,  | Spirale barrée       | 13h 12m 39.9s | 12° 35′ 59″ | 3362 ± 2               | 11,7 | 54,0 ± 3,8     | 181            |
| UGC 8253 | Sm?    | Spirale magellanique | 13h 10m 43.9s | 11° 42′ 28″ | 3325 ± 1               | 16,0 | 53,5 ± 3,8     | 87             |
| UGC 8255 | Scd?   | Spirale              | 13h 10m 56.5s | 11° 28′ 39″ | 3365 ± 1               | 16,0 | 54,1 ± 3,8     | 76             |

Le site DeepskyLog permet de trouver aisément les constellations des galaxies mentionnées dans ce tableau ou si elles ne s'y trouvent pas, l'outil du site constellation permet de le faire à l'aide des coordonnées de la galaxie. Sauf indication contraire, les données proviennent du site NASA/IPAC.